# Pieni Lehtojärvi
Pieni Lehtojärvi är en sjö i Finland. Den ligger i kommunen Kuhmo i landskapet Kajanaland, i den östra delen av landet, 500 km nordost om huvudstaden Helsingfors. Pieni Lehtojärvi ligger 210 meter över havet. I omgivningarna runt Pieni Lehtojärvi växer i huvudsak barrskog. Den är 2 meter djup. Arean är 14,9 hektar och strandlinjen är 1,85 kilometer lång. Sjön  ingår i Uleälvens huvudavrinningsområde. 
I övrigt finns följande vid Pieni Lehtojärvi:
- Akonjoki (ett vattendrag)